# Аллигат
Аллигат (от лат. alligo — привязываю) — рекомплект из самостоятельных книг (произведений), составные части которого объединены общностью содержания или представляют собой разрозненные и соединённые заново части одного и того же издания. Одна из трёх разновидностей рекомплектов антикварных книг.
Аллигат очень часто представляет собой переплетенные в одну книгу несколько (две и более) старопечатных книг. В словарях по книгоизданию дается краткое описание: приплетенные друг к другу издания.
Аллигат всегда является уникальным документом, так как его составляет хозяин библиотеки, или библиотекарь, в том случае, когда книги принадлежали библиотеке. В библиотечном обиходе аллигат — составная часть конволюта, за исключением его начальной части.
Аллигаты, как и конволюты, составляются преимущественно библиофилами и коллекционерами, однако их создание стимулируется самими издателями произведений печати. В первую очередь это касается многотомных изданий или сочинений, выходивших отдельными главами, частями, выпусками.
Есть упоминания о аллигатах, собранных из изданий, изданных в разных городах.

## Аллигаты в России
Традиция выпуска многотомных иллюстрированных изданий в разном товарном виде в России возникла во второй половине XIX — начале XX века. С точки зрения издательской практики это дало возможность покупателю выбрать и заказать для книги любой переплет (цельнокожаный, коленкоровый, составной, бумажная обложка и пр.) в соответствии с собственными предпочтениями и материальным достатком. Очень часто владельцы книги для удобства объединяли под одним переплетом сразу все тома издания или несколько выпусков.
Наиболее активно стимулировали создание аллигатов такие издатели, как М. О. Вольф, А. Ф. Маркс, А. С. Суворин, П. П. Сойкин, и особенно И. Н. Кнебель, часто печатавший издания по искусству отдельными выпусками.
Деление рекомплектов на конволюты и аллигаты условно, это — дань современности. В дореволюционной России такого деления не существовало, и любые издания, объединённые под одним переплетом, вне зависимости от их тематики и содержания носили названия конволюта.

## Известные примеры аллигатов
- фундаментальная «История русского искусства» под редакцией И. Э. Грабаря (М., 1910—1916), задуманная как подписное издание в 40 выпусках и девяти томах. Однако Первая мировая война прервала издание, успели выйти в свет всего 23 выпуска (5 отдельных томов и один выпуск). Издание распространялось по подписке отдельными выпусками, заключенными в обложку, оформленную Е. Е. Лансере, причем выпуски печатались произвольно, а не в порядке их последовательной нумерации. Впоследствии из этих выпусков многие владельцы книг самостоятельно создали аллигаты. Тысяча экземпляров из пятнадцатитысячного тиража сразу же вышла в виде отдельных томов (по 4-5 выпусков в каждом) в полукожаных переплетах, а сто экземпляров были напечатаны для коллекционеров и библиофилов на голландской бумаге и заключены в дорогие цельнокожаные переплеты работы И. Я. Билибина и М. В. Добужинского. Таким образом, сегодня «История русского искусства» может появиться на букинистическом рынке в нескольких товарных видах: отдельными выпусками в издательской обложке и томами в переплетах — издательских и владельческих.

- первое издание романа «Евгений Онегин», которое вышло из печати в виде тетрадок с отдельными главами по мере их написания автором (Типография Департамента народного просвещения, Санкт-Петербург, 1825-1832 гг.). В последующий период многие обладатели этого раритета объединяли такие тетрадки под одним переплетом. Этот аллигат, хорошо известный букинистам, состоит из 424 страниц раздельной пагинации, восьми самостоятельно изданных глав, имеет восемь титульных листов.

- подборка отдельно изданных частей поэмы Александра Твардовского «Василий Тёркин», выходивших по мере их написания автором и впервые выпущенных в библиотечке популярной фронтовой газеты «Красноармейская правда» в 1942-1945 годах.